# War Child (organisatie)
War Child (1995) is een organisatie die zich wereldwijd inzet voor kinderen die opgroeien in oorlog en geweld. De organisatie werkt aan het versterken van de weerbaarheid en het welzijn van deze kinderen. In het dagelijkse werk richt War Child zich op psychosociale steun, bescherming en onderwijs, maar ook op snelle hulp in noodsituaties.
War Child is een netwerk van onafhankelijke organisaties met het doel om kinderen in oorlog te helpen. Het internationale netwerk wordt gevormd door War Child in Nederland, Duitsland, Zweden, het Verenigd Koninkrijk, Canada, de Verenigde Staten, Australië en Ierland. Alle organisaties voeren hetzelfde logo en werken daar waar het kan met elkaar samen, zowel juridisch, operationeel als financieel.

## War Child Holland
De Nederlandse Willemijn Verloop werkte in 1994 bij een Europese organisatie die zich hard maakte voor vrede op de Balkan. Tijdens een bezoek aan het door oorlog verscheurde Bosnië en Herzegovina kwam Verloop in contact met de Britse muziekdocent Nigel Osborne. Hij organiseerde op dat moment samen met War Child UK muziekworkshops in de schuilkelders van Mostar en toonde haar het effect van zijn aanpak op kinderen.
De creatieve muziekworkshops, zo zag ze, halen het kind weer in hen naar boven. Verloop zag dat muziek stressverlagend werkt en dat het een positieve invloed kan hebben op hun gedrag en emoties. Het effect van de oorlog, dat kinderen in zichzelf gekeerd, angstig en wantrouwend worden, wordt iets minder. Het viel haar ook op dat het voor plezier en verbinding tussen de kinderen zorgt. Verloop raakte enthousiast en richtte op 9 oktober 1995 War Child Holland op.
In de jaren na de oprichting groeide War Child hard, in naamsbekendheid, omvang en expertise. De organisatie is actief in uiteenlopende oorlogs- en conflictgebieden in Afrika, Azië en Zuid-Amerika. De organisatie werkte daarbij samen met het bedrijfsleven en de amusementsindustrie.

## Ontwikkelingen na 2015
In 2015 startte de organisatie een eigen onderzoeksprogramma. War Child ging haar methodes kritisch evalueren, wetenschappelijk onderbouwen en doorgeven aan andere organisaties. Op die manier dacht War Child dat meer kinderen bereikt kunnen worden. In 2017 ontving War Child de prestigieuze Jacobs-prijs voor haar onderzoeksaanpak.
In 2018 maakte de organisatie bekend dat Mark Jordans – het hoofd van de Research & Development afdeling – naast zijn werk voor War Child hoogleraar Child and Adolescent Global Mental Health aan de Universiteit van Amsterdam
werd.
In 2021 was War Child actief in veertien landen, waar zij aan 648.477 kinderen, jongeren en families urgente humanitaire steun bood - meer dan twee keer zoveel als in 2020. Deze groei kwam voort uit een nieuwe manier van werken: sinds de komst van de coronapandemie heeft de organisatie haar methoden aangepast: ze tracht meer kinderen te bereiken via digitale innovaties en onderwijs op afstand.
War Child werkte in 2021 samen met meer dan veertig organisaties over de hele wereld. In totaal heeft War Child 556 betaalde medewerkers, waarvan 451 in haar programmalanden. In Nederland zetten honderden vrijwilligers zich in om onder meer voorlichting te geven, acties te begeleiden en contacten met het bedrijfsleven te leggen. De inkomsten van War Child in 2021 waren 50,3 miljoen - 6,7 miljoen meer dan het jaar ervoor. In 2021 was het aantal structurele donateurs (de organisatie noemt ze ‘Friends’) 95.100 - 3.200 meer dan in 2020 .

## Werkgebied
War Child is actief in veertien landen:
- Midden-Oosten: bezette Palestijnse gebieden, Jordanië, Libanon, Syrië
- Afrika: Burundi, Democratische Republiek Congo, Oeganda, Soedan, Zuid-Soedan
- Azië: Sri Lanka
- Zuid-Amerika: Colombia
- Europa: Duitsland, Nederland, Zweden

Naast deze fysieke aanwezigheid steunt de organisatie kinderen wereldwijd door het delen en implementeren van haar kennis en methoden met internationale partners, instanties en overheden.

## War Child in Nederland
In 2015 maakte de organisatie bekend ook in Nederland kinderen te gaan helpen. Samen met UNICEF Nederland en Save the Children biedt zij gevluchte kinderen in Nederland sport-, spel- en bewegingsactiviteiten. Het programma is bedoeld om bij te dragen aan de stabiliteit en structuur voor kinderen. Hiermee wordt de kans verkleind dat kinderen op lange termijn verdere psychosociale problemen ontwikkelen. Dit programma startte in meer dan 25 opvanglocaties en 17 nieuwkomersscholen.

## Het werk van War Child

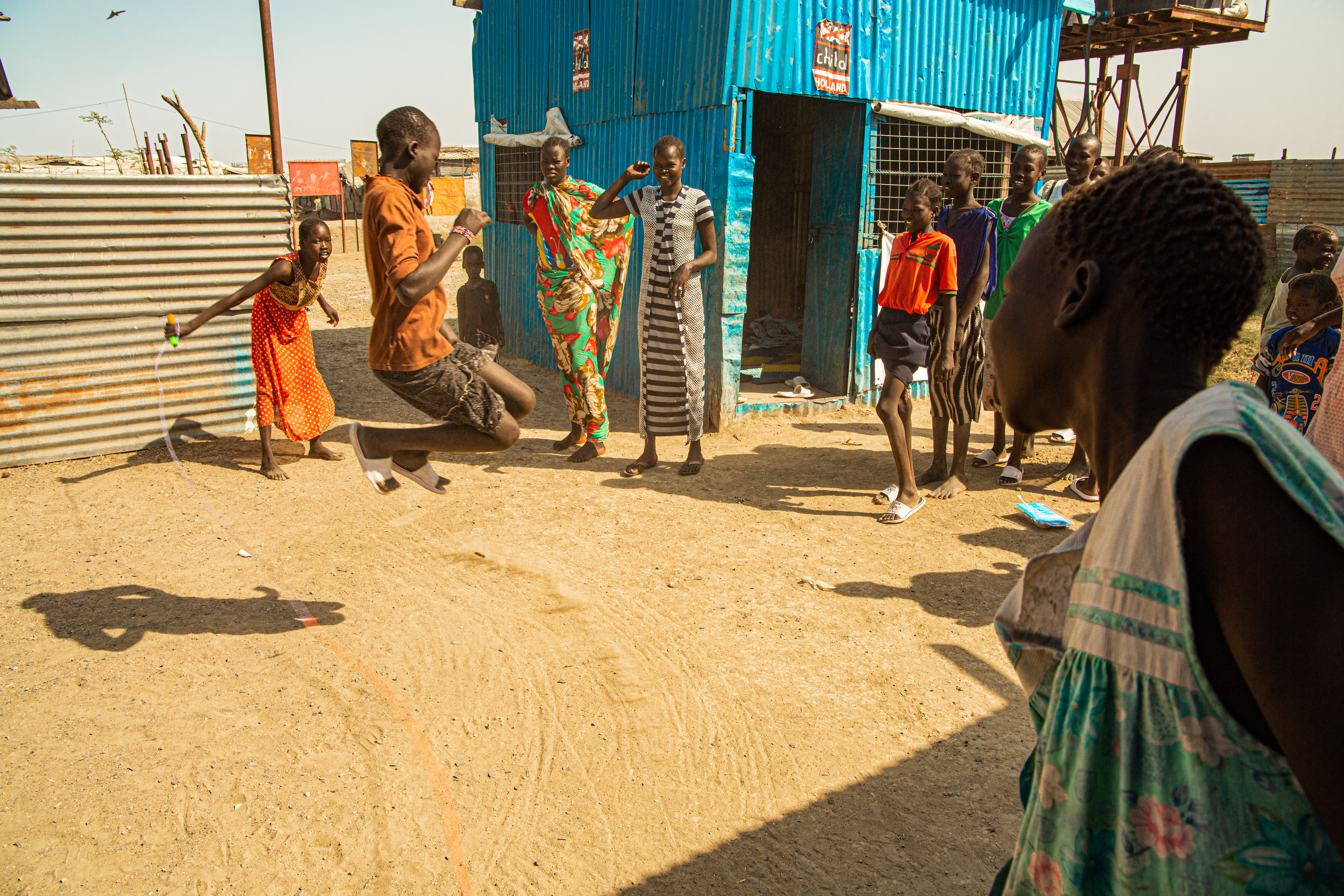
Activiteit in vluchtelingenkamp Malakal (maart 2020).

War Child werkt aan het versterken van de weerbaarheid en het welzijn van deze kinderen en wil dat hier meer internationale aandacht voor komt.
War Child  maakt gebruik van haar eigen ‘care system’, met negen op maat gemaakte methodes om zo goed mogelijk in te spelen op  de specifieke behoeftes van de kinderen en de omgeving. In haar werk maakt War Child veel gebruik van sport, spel en creatieve methodes. Op die manier sluit het werk aan bij de leefwereld van kinderen. Vanwege de grote aantallen kinderen in oorlog en conflict biedt War Child haar methodes ook aan andere organisaties aan. Op die manier wil zij een netwerk vormen en expertise delen met partners over de hele wereld om zoveel mogelijk kinderen de juiste steun te geven.
Een van de projecten die met verschillende partners over de hele wereld worden uitgevoerd (sinds 2015) is Can’t Wait to Learn. Dat is een innovatief onderwijsprogramma waarmee kinderen onderwijs op tablets krijgen. Met behulp van educatieve spellen kunnen kinderen hun schoolachterstand inhalen en leren ze lezen en rekenen. In 2019 kreeg War Child een prijs van de UNESCO voor haar onderwijsprogramma.

## Ambassadeurs
War Child kent een aantal ambassadeurs die zich op allerlei manieren inzetten voor kinderen in oorlog. Zij bezoeken projectlanden, geven concerten, interviews en organiseren evenementen.
- Chef'Special (sinds 2020)
- Vivianne Miedema (sinds 2019)
- Michaela DePrince (sinds 2016)
- Victor Reinier (sinds 2016)
- Tooske Ragas (sinds 2016)
- Quinty Misiedjan (sinds 2016)
- Britt Scholte (sinds 2016)
- Rens Polman (sinds 2016)
- Niels Oosthoek (sinds 2016)
- Marco Borsato (1998-2021)

## Famous Friends
- Martin Garrix (sinds 2017)
- Ali B (sinds 2003)